# Riitta Immonen

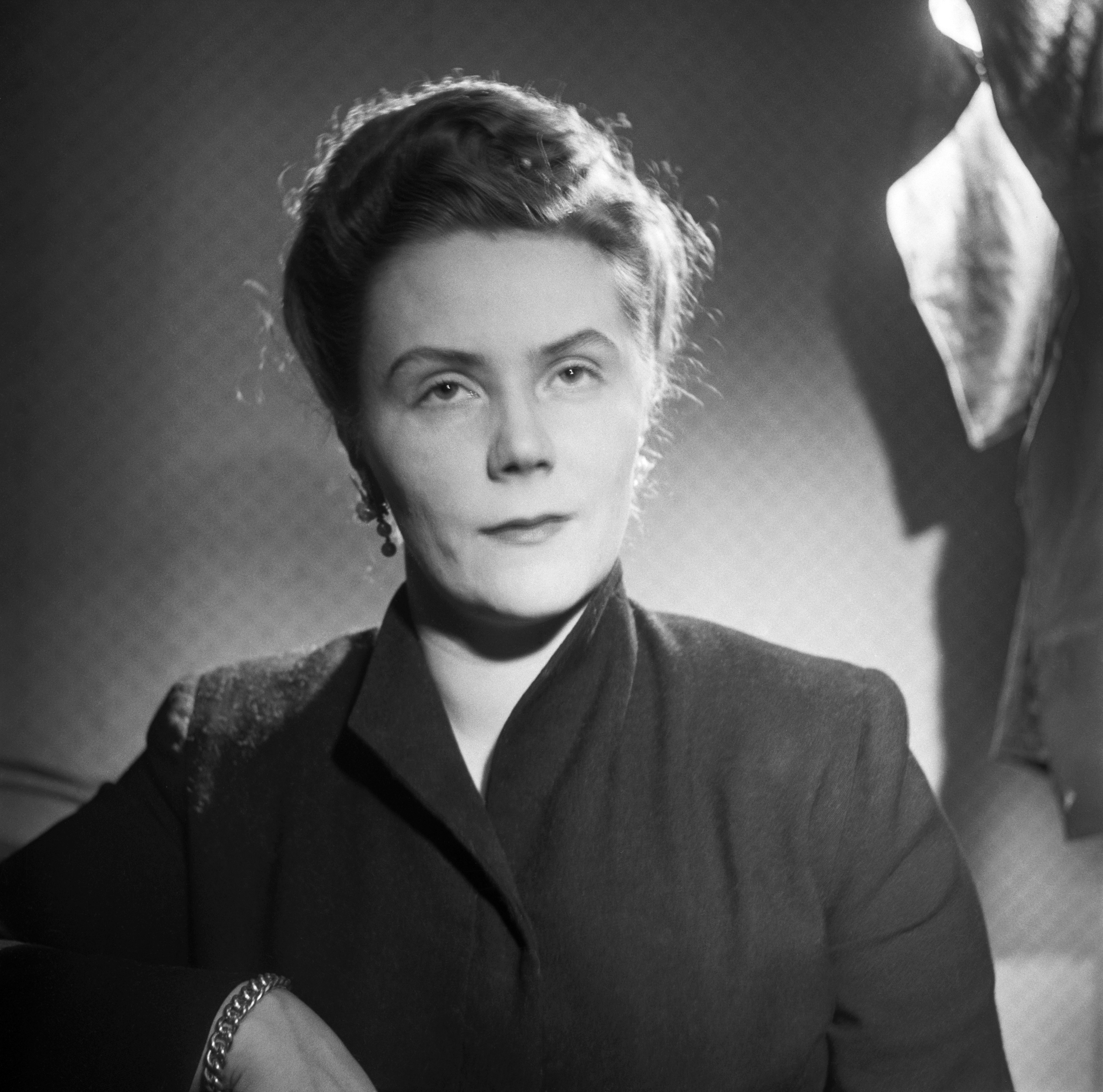
Riitta Immonen år 1949.

Riitta Immonen, född 13 maj 1918 i Ilomants, död 25 augusti 2008 i Helsingfors, var en finsk modeskapare och entreprenör. Hon grundade tillsammans med Armi Ratia Marimekko. Immonen grundade på 1940-talet sitt modeföretag som blev framgångsrikt. Hon skapade uppmärksamhet genom sina modeskapelser, kända kunder och skrev även en modekolumn i magasinet Eeva.